# اندیس آنومالی شرق ایرانشاه
آنومالی شرق ایرانشاه یک اندیس فلزی است که در حوالی شهر چاپان استان کردستان قرار دارد و مادهٔ معدنی موجود در آن، طلا است.سنگ میزبان این اندیس آندزیت و پیروکسن آندزیت است و دیرینگی آن به دوران ائوسن می‌رسد. در این اندیس، پاراژنز‌های سینابر، پیریت، هماتیت، اپیدوت، ایلمنیت و طلا یافت می‌شوند.